# Onboarding
Onboarding er processen, som integrerer nye medarbejdere i et arbejdsfællesskab. Begrebet bruges bredt i blandt andet erhvervslivet, kommuner og i kulturorganisationer som sportsklubber - så bredt, at Weekendavisen i maj 2025 brugte det som et eksempel på en angiveligt udbredt tendens til domænetab på dansk, hvor engelske udtryk erstatter mere oprindelige danske beskrivelser.

## Indhold
Nogle virksomheder gør en del ud af onboardingen som en del af deres personalepolitik. Det kan blandt andet ske ved særlige tiltag, der skal sikre, at den nye medarbejder hurtigt får et godt forhold til kollegaer og ledelse og hurtigt forstår virksomhedens kultur. Ifølge den danske Medarbejder- og Kompetencestyrelsen består onboarding ikke mindst i de tre vigtige forhold for den nye medarbejder:
- at få viden om organisationen og det at arbejde på eksempelvis en statslig arbejdsplads
- at få værktøjer til at kunne påbegynde arbejdsopgaver
- at få skabt nye sociale relationer i arbejdsfællesskabet.

## Etymologi
Ordet er oprindelig et engelsk ord, som egentlig betyder "påstigning", men kendes brugt siden 1990 i betydningen "integrering i et fællesskab". På dansk kendes ordet anvendt i denne betydning siden 2001.